# Station Kilburn High Road
Kilburn High Road is een spoorwegstation van London Overground aan de Watford DC Line. 

## Geschiedenis
Kilburn High Road werd in 1852 geopend als Kilburn & Maida Vale station door de London and North Western Railway (LNWR). Aan het begin van de 20e eeuw had het station perrons langs alle vier sporen uit Euston, maar met de bouw van de Watford DC Line, tussen 1910 en 1912, betekende dat die de stoptreinen bij het station overnam. De regionale treinen reden daarna over de sporen die voorheen door de stoptreinen werden gebruikt. De sneldiensten werden voortaan gereden over de twee zuidelijkste sporen. De perrons langs de hoofdlijn werden bijna volledig gesloopt tijdens de elektrificatie van de West Coast Main Line, waarbij het laatste perrongebouw verdween in de jaren 1980 toen de perronkappen van de LNWR werden verwijderd. De huidige voetgangersbrug en gebouwen op straatniveau zijn niet het gevolg van geplande modernisering, maar van drie of vier grote branden die hier sinds het begin van de jaren 1970 hebben plaatsgevonden.

## Reizigersdienst
De normale dienst tijdens de daluren omvat:
- 4 treinen per uur naar London Euston
- 4 treinen per uur naar Watford Junction

Het station wordt af en toe gebruikt als een keerpunt van de Londense metro door buiten dienst zijnde metrostellen wanneer ze de metrosporen op station Queens Park niet kunnen gebruiken vanwege geplande technische werkzaamheden of storingen, en / of worden verhinderd om terug te keren naar het DC-spoor stadinwaarts aldaar. De vierde rail (gebonden aan de tractiestroom retourrail) loopt door tot Kilburn High Road om deze bewegingen mogelijk te maken, maar het vervoeren van reizigers naar Kilburn High Road door metrostellen is niet toegestaan omdat de perronhoogte is afgestemd op Network Rail-treinen (perrons op deze lijn ten noorden van station Queens Park bevinden zich op een "overgangshoogte" die hoger is dan die voor normale metroperrons en lager dan spoorwegperrons). Iedere dag rijden twee metrostellen op en neer voor het roestrijden ten behoeve van de vierde rail, deze diensten staan alleen op niet openbare kaarten en documenten binnen de London Underground. 
Station London Euston · South Hampstead · Kilburn High Road · Queen's Park · Kensal Green · Willesden Junction · Harlesden · Stonebridge Park · Wembley Central · North Wembley · South Kenton · Kenton · Harrow & Wealdstone · Headstone Lane · Hatch End · Carpenders Park · Bushey · Watford High Street · Watford Junction